# Freienbach
Freienbach är en kommun i distriktet Höfe i kantonen Schwyz i Schweiz. Kommunen har 16 943 invånare (2023).
Kommunen består av de fem orterna Pfäffikon, Freienbach, Bäch, Wilen och Hurden samt två öar i Zürichsjön, Ufenau och Lützelau.
En majoritet (85,4 %) av invånarna är tyskspråkiga (2014). 48,2 % är katoliker, 17,2 % är reformert kristna och 34,6 % tillhör en annan trosinriktning eller saknar en religiös tillhörighet (2014).
| Namn       | Yta (km²) Inkl. vatten | Folkmängd 31 mars 2022 |
| ---------- | ---------------------- | ---------------------- |
| Pfäffikon  | 11,5                   | 7 352                  |
| Freienbach | 3,0                    | 3 015                  |
| Bäch       | 2,0                    | 1 597                  |
| Wilen      | 2,5                    | 4 206                  |
| Hurden     | 1,31                   | 301                    |